# Prionurus maculatus
Prionurus maculatus és una espècie de peix pertanyent a la família dels acantúrids.

## Descripció
- Pot arribar a fer 45 cm de llargària màxima.
- 24-26 radis tous a l'aleta dorsal i 23-25 a l'anal.
- És de color gris blavós amb unes estretes franges verticals i grogues als costats del cos i petites taques grogues a la part dorsal del cos i al cap.[2][3]

## Alimentació
Menja algues bentòniques.

## Hàbitat
És un peix marí i d'aigua salabrosa, associat als esculls i de clima subtropical (20 °C-24 °C).

## Distribució geogràfica
Es troba des de Nova Gal·les del Sud i l'illa de Lord Howe fins a Queensland. També és present a l'illa Norfolk, les illes Kermadec i Nova Zelanda.

## Observacions
És inofensiu per als humans.